# Акациева мравка
Акациевата мравка (Pseudomyrmex ferruginea) е вид мравка с тънко тяло и дължина около 3 mm при работниците. Тя е оранжево-кяфява с големи очи. Тъй като е дървесен вид, може да се срещне във или около определени видове акациеви дървета, растящи в Централна Америка. Снася яйцата си в големите шипове на растението.

## Симбиоза
Взаимодействието с акацията започва, когато оплодена мравка царица търси място за гнездене. Шиповете на растението са най-подходящото място за това, тъй като са издути в основата си и кухи. Царицата, разбирайки по миризмата на дървото, че е на правилното място, започва да гризе върха на шипа, достигайки до вътрешната кухина. Вътре тя полага 15-20 яйца, с което слага начало на ново поколение. Популацията се разраства и в други шипове. Достигайки до 400 индивида, колонията започва да се отплаща на приемника си с охраняващи функции. Мравките стават агресивни към всеки, който яде листата на растението. Насекомите натрапници са нападани или убивани, а тревопасните бозайници жилени по устата или около нея, докато не бъдат прогонени. Акациевите мравки търсят и унищожават млади стръкове наоколо, които биха могли да се конкурират с приемника им за светлина или вода.
Чрез възлите на листата си дървото предоставя нектар, богат на захар и аминокиселини, който мравката поглъща. Върховете на листата имат израстъци, съдържащи мазнини и протеини, с които насекомите хранят ларвите си.